# Backatorp, Göteborg
Backatorp är ett bostadsområde som byggdes under slutet av 80-talet i norra delen av stadsdelen Backa i Göteborg. Området består till större delen av villor och bostadsrätter. I området ligger en grundskola som heter Backatorpsskolan. Här tränar även fotbollslaget Backatorp IF. 
Backatorp trafikeras av Västtrafiks linje 44 som kör mellan Backa och Tuve.